# Filster

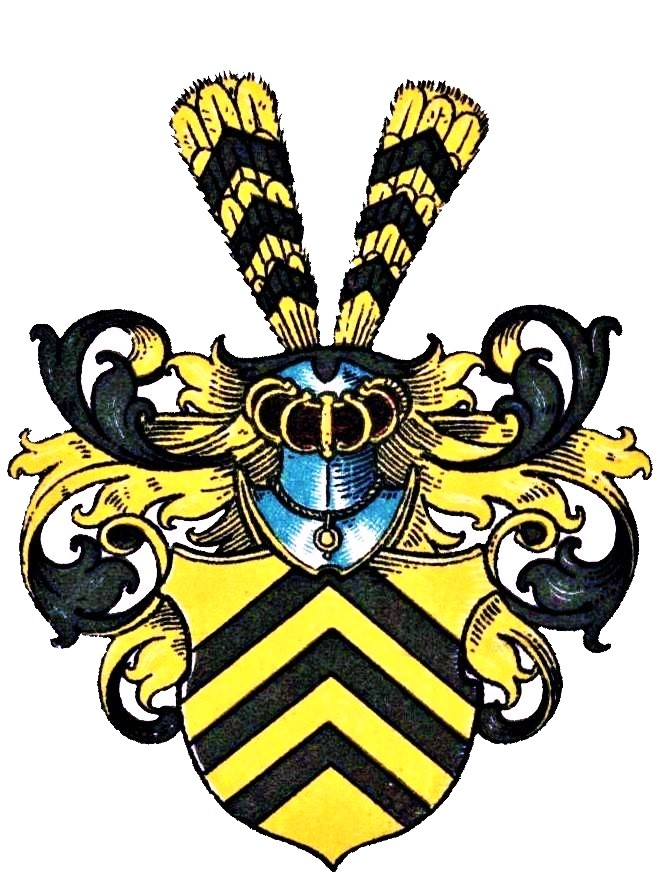
Wappen derer von Filster im Wappenbuch des Westfälischen Adels

Filster (lateinisch: Filstrum) ist der Name eines erloschenen niederländisch-westfälischen Adelsgeschlechts.

## Geschichte
Das Geschlecht soll ursprünglich aus Holland stammen. Im 17. Jahrhundert kommt es aber auch in Unna und im Bentheimschen vor. Henrica von Filster war 1668 mit Franz Johann von Büren, Bürgermeister von Unna, verheiratet. 1675 erscheint Elisabeth Sophia Mechtel von Filster. Noch 1695 wohnte Rittmeister Adolph von Filster auf dem Oberhof Brockhausen in Unna-Afferde, den die Familie um 1640 vom Stift Essen als Pachtgut verschrieben bekommen hatte. Schon kurz darauf (1642) war Rittmeister Adolf Filster zu Brockhausen vom Bürgermeister und dem Rat der Stadt Unna wegen einer Streitigkeit um die Schaftrift des Hauses Brockhausen verklagt worden. Der gerichtliche Streit ging bis vor das Reichskammergericht (1647).
Mitte des 19. Jahrhunderts war das Geschlecht im Mannesstamm erloschen.

## Wappen
Blasonierung: In Gold drei schwarze Sparren übereinander. Auf dem Helm eine goldene Banierflucht, je mit den drei Sparren belegt. Die Helmdecken sind schwarz-golden.
Johann Dietrich von Steinen, Leopold von Ledebur und Anton Fahne nennen als Schildbild „drei abgekürzte Sparren“. Fahne bringt auch eine entsprechende Wappenabbildung.